# La Mer (Debussy)
La mer, trois esquisses symphoniques pour orchestre is een compositie van Claude Debussy. Hij voltooide het werk in 1905 na er twee jaar aan gewerkt te hebben. Naast een versie voor orkest is er ook een versie voor twee piano’s. In 1908 / 1909 bewerkte Debussy het werk nogmaals.

## Geschiedenis
Het werk wordt meestal gepresenteerd onder de korte titel La Mer ("de zee"). De subtitel drie symfonische schetsen voor orkest geeft aan in welk genre het geplaatst zou moeten worden. Debussy zag echter niets in het schrijven van een symfonie, de vorm was voor hem te rechtlijnig: het is dan immers 1903. Hij kwam dus met een titel die wel refereerde aan de symfonie, maar een strikte symfonie is het niet. Toch heeft het werk symfonische trekjes: het thema dat in de opening wordt neergezet komt in alle drie de delen terug en wordt in deel 3 als aankondiging van het slot van de compositie gebruikt. Het werk wordt daarom ook wel als symfonie of symfonisch gedicht bestempeld.
Debussy schreef het werk grotendeels in Bichain in Bourgondië, gelegen aan de Yonne, zonder de zee in zicht. Hij had kennelijk voldoende fantasie om een werk onder deze titel op papier te zetten zonder daadwerkelijk de zee te zien. Hij voltooide het in Eastbourne, Engeland, wel aan de kust gelegen. Het werk is een van de meest gespeelde werken van Debussy. De première in 1905 te Parijs door het Orchestre Lamoureux onder leiding van Camille Chevillard was niet succesvol, de uitvoering zou zeer gebrekkig zijn geweest. De eerste opname vond plaats in 1928 o.l.v. Piero Coppola.

## Muziek
De drie symfonische schetsen geven gedachten aan de zee weer en behandelen drie stadia van de zee:
1. De l'aube à midi sur la mer - Très lent (titelvertaling: 'van de ochtend tot de middag op zee') in b (9 minuten)
2. Jeux de vagues - Allegro ('spel van de golven') in cis (7 minuten)
3. Dialogue du vent et de la mer - Animé et tumultueux ('dialoog tussen de wind en de zee') in cis (8 minuten).

- de tijden worden gegeven als indicatie van onderlinge lengte.

### Stijl
Debussy wilde niet in een conservatief genre componeren, noch in een bepaalde stijl geplaatst worden. De algemene indruk van het werk is echter puur impressionistisch. De instrumentatie is voor een groot symfonieorkest, maar dat hoort men aan de muziek niet. Deze is ragfijn en zeer transparant, alsof er een kamerorkest speelt. Pas in het laatste deel is er enig tumult, maar ook hier is bescheidenheid troef.

### Orkestratie
- 2 fluiten, 1 piccolo, 2 hobo's, 1 althobo, 2 klarinetten, 3 fagotten, 1 contrafagot
- 4 hoorns, 3 trompetten, 2 cornetten, 3 trombones, 1 tuba
- pauken, bekkens, tamtam, triangel, klokkenspel, grote trom; 2 harpen
- violen, altviolen, cello's en contrabassen

## Bladmuziek
De bladmuziek van dit werk is beschikbaar bij het International Music Score Library Project

## Discografie
Onderstaande discografie is selectief:
- Uitgave Philips; de uitvoering van het Concertgebouworkest o.l.v. Bernard Haitink wordt door sommigen beschouwd als een van de beste; Mariss Jansons nam het werk ook al op met zijn orkest;
- Uitgave EMI; Berliner Philharmoniker o.l.v. Simon Rattle werd in 2005 aangeraden door Grammophone een gespecialiseerd tijdschrift in klassieke muziek
- Uitgave Deutsche Grammophon: hetzelfde orkest o.l.v. Herbert von Karajan (opname 1964)
- Uitgave Hallé: Hallé Orchestra o.l.v. Mark Elder (opname juni 2006)
- Uitgave Brussels Philharmonic recordings: eerste uitgave onder eigen label van Brussels Philharmonic - the Orchestra of Flanders (Vlaams Radio Orkest); met Vlaams Radio Koor (Flemish Radio Orchestra) o.l.v Michel Tabachnik (2011)/ opname in Studio 4 van het Omroepgebouw Flagey (La Mer + Nocturnes + Prélude à l'après-midi d'un faune, totaal 58min.)